# Manuel Balboa Yañez
Manuel Balboa Yañez, (Rosario, Argentina, 16 de junio de 1917 - Santiago de Chile, Chile, 24 de mayo de 2007) fue un economista argentino.

## Trayectoria profesional
En 1938, a los 21 años de edad, obtuvo el título de contador público y perito partidor en la Universidad Nacional del Litoral. El alcance y trascendencia referida a la actividad profesional de economista
lo encuadra entre los exponentes de la escuela estructuralista latinoamericana.
Su especialidad profesional se ubicaba en el análisis estadístico regional de Latinoamérica,  esencial para la comparación de sus estructuras productivas y el estudio de las relaciones en el proceso de avance hacia el desarrollo económico.
En 1941 es convocado para integrar el equipo organizador del Banco Central de la República Argentina, siéndole asignada, en 1945, la Jefatura de la Sección Estadística,  cuya misión  sería la de componer el cálculo de las cuentas nacionales y otros indicadores importantes para el análisis técnico-macroeconómico.   
Durante ese periodo se realiza el relevo histórico de la serie del producto bruto interno nacional,  de las relaciones intersectoriales, balanza de pagos, balanza comercial e índices de precios implícitos y una serie de trabajos conexos. Luego de años de labor como asesor principal en el Ministerio de Asuntos Económicos asume, en 1956, el cargo de gerente financiero del Banco Central, puesto que ocupa hasta el año siguiente.
En 1955 se lo designa para integrar el Grupo conjunto de Naciones Unidas y gobierno argentino para la programación del desarrollo económico argentino. Esta comisión trabajó entre 1956 y 1957 para entregar un informe en 1959  que enfatizaba los problemas del estrangulamiento del sector externo.
En 1957 comienza su actuación, que duraría más de dos décadas, como economista en la C.E.P.A.L. Durante este tiempo se desempeñó, primero, en el cargo de director de la División de investigación y desarrollo económico del organismo, asumiendo luego el cargo de Secretario Ejecutivo Adjunto,  participando en la Dirección general hasta la fecha de su retiro.
Su tarea de formación tuvo un importante desarrollo entre 1953 y 1958 cuando dictó cursos en el Centro Interamericano de Estadísticas Económicas y Financieras (C.I.E.N.E.S.) y, años después, estuvo a cargo de la mención de Programación General de los cursos en el Instituto Latinoamericano de Planificación Económica y Social (I.L.P.E.S.).

## Obras
- “Renta nacional de la República Argentina, período 1935-55”, 1955
- “Producto e ingreso de la República Argentina en el período 1935/54”, 1955
- “El capital fijo renovable de la República Argentina en el período 1935-1955”, 1958
- “Algunas aplicaciones del modelo de insumo-producto en el análisis y en las proyecciones de la economía argentina”, 1959.
- “Construction and use of imput-output tables in Latin American countries”, 1960
- “Contabilidad social”  (I y II )  1961 y 1966
- “Modelo aplicado en el estudio del desarrollo económico de Grecia”, 1961
- “Análisis de metas alternativas de crecimiento mediante un modelo global reducido”, 1963
- “Contabilidad económica”, 1963
- “Contabilidad económica. Esquemas contables interregionales”, 1968
- “Discusiones sobre planificación”,  ILPES, 1966
- “Comparación de la estructura intersectorial de la producción de Argentina y de Perú”, en Conferencias sobre el “Trabajo y la Riqueza”, 1959
- “Desarrollo económico”, IDES,  1972
- “La evolución del balance de pagos de la República Argentina en el período 1913/1950” , IDES, 1972
- “Contabilidad social”  (III y IV)  1975
- “Análisis de metas alternativas de crecimiento mediante un modelo global reducido”, 1975
- “La CEPAL y los problemas del empleo en América Latina”, 1976